# 경주향교 대성전
경주향교 대성전(慶州鄕校 大成殿)은 대한민국 경상북도 경주시 교동에 있는 조선 시대의 건축물이다. 2011년 12월 2일 대한민국의 보물 제1727호로 지정되었다.
경주향교는 대설위 향교로서 경상북도에서 규모가 가장 큰 향교이다. 전체적으로 임란이후 중건 때의 모습(기단의 축조방식과 고맥이석의 조영기법, 공포와 창호, 가구에 고식의 기법)을 잘 보존하고 있으며, 2000년 수리때 종도리에서 발견된 상량문은 대성전의 역사와 경주향교의 변화를 밝혀주는 중요한 자료이다.

## 개요
임진왜란 때 불타버린 것을 선조(宣祖) 33년(1600년) 부윤 이시발(李時發)이 전사청(典祀廳)과 함께 중건하고, 도덕산(道德山) 도덕암(道德庵)에 임시로 봉안했던 대성전의 위판을 다시 가져다 모셨다. 광해군(光海君) 6년(1614년) 부윤 이안눌(李安訥)이 개수하였다.
헌종(憲宗) 7년(1841년)과 고종(高宗) 10년(1873년)에 중수되었으며, 당시 작성한 진사(進士) 한문건(韓文健)의 상량문(上樑文)과 여강(驪江) 이우상(李瑀祥)의 기문(記文)이 남아 있다.
전면 3칸, 측면 3칸. 맞배지붕. 주심포계 외 1출목 2익공식 공포로 짜여 있다. 기단은 장대석을 2단으로 쌓은 곳과 지대석 위에 면석과 갑석을 올린 곳이 섞여 있으며, 남쪽 가운데와 동서 기단 남쪽 끝에 돌층계가 설치되어 있다. 건물 네 모퉁이마다 동자주를 세워 지붕을 받쳤다. 대성전 앞면의 계단석은 안압지(雁鴨池)에서 옮겨왔다고 하는데, 명륜당 기단 등에서 발견되는 석탑 부재 등의 유구와 함께 보존 가치가 크다.
중건된 연혁이 분명하고 간결하고 위엄있는 목조 건물로 고건축 연구에 중요한 자료가 되고 있다. 2000년 다시 중수되었고, 2011년 12월 2일 대한민국의 보물 제1727호로 지정되었다.
대성전에 딸린 건물이자 대성전과 함께 향교의 제향공간을 이루는 동서의 무(撫)는 전면 12칸에 측면 1칸의 맞배지붕 건물로 선조 37년(1604년) 부윤 윤성(尹惺)이 중수하였는데, 5년 뒤인 광해군 원년(1609년)에 동서 무가 영건된 것을 축하하여 전교를 받들어 박여량(朴汝樑)이 지은 축문(祝文)이 남아 전한다(《감수재문집》). 현종(顯宗) 10년(1669년)에 부윤 민주면(閔周冕)이 동서 무를 중수하였다. 전사청은 1988년에 4칸을 증축하였다.
대성전에서는 해마다 음력 2월과 8월에 석전례(釋奠禮)가 열리며, 그 밖의 다른 시기에는 개방되지 않는다.

## 같이 보기
- 경주향교

## 참고 자료
- 경주향교 대성전 - 국가유산청 국가유산포털